# Tag der Entscheidung
Tag der Entscheidung (Originaltitel: Big Wednesday) ist ein Film des Regisseurs John Milius, gedreht im Jahr 1978 in den USA. Er behandelt das Heranwachsen dreier Freunde im Kalifornien der 1960er und 70er Jahre.

## Handlung
Tag der Entscheidung beschreibt die Freundschaft der drei besten Freunde und Surfer Matt, Jack und Leroy im Laufe der Jahre 1962 bis 1974. Dabei behandelt der Film auch zeitgeschichtliche Ereignisse, etwa den Vietnamkrieg.
Die einzelnen Lebenszyklen werden durch die vier Jahreszeiten Frühling, Sommer, Herbst und Winter symbolisiert.
Die Geschichte der Freundschaft dreier junger Männer, die vor allem ihre Liebe zum Surfen verbindet, über einen Zeitraum von zwölf Jahren (1962–1974) in vier Stationen erzählt. 1962: Matt, Jack und Leroy bei ihren ersten Liebesabenteuern am Strand, ihren wilden Partys. Drei Jahre später bei der Musterung für die Einberufung nach Vietnam. Während es Matt und Leroy gelingt, sich zu drücken, muss Jack zu den Soldaten. Als er aus dem Krieg zurückkehrt, hat sich die Welt von früher verändert. Seine Jugendliebe hat einen anderen geheiratet, seine Freunde sind älter und angepasst. Es ist der Prozess eines langsamen Scheiterns, einer schleichenden Anpassung an jene Lebensformen, die die bürgerliche Gesellschaft von ihren Mitgliedern fordert. Einer wird Trinker, einer Strandwächter und der dritte ist mal reicher Unternehmer, mal gerade pleite. Eines Tages treffen sich die drei noch einmal zu einem großen Surf-Fest, um den Jüngeren zu zeigen, was für Kerle sie noch immer sind: An jenem Mittwoch herrscht ein Wellengang, wie er noch nie zuvor am Pazifik zu sehen war.

## Kritik
„Weitgehend oberflächliche Unterhaltung mit schwachen Ansätzen zur psychologischen und zeitkritischen Vertiefung. Herausragend sind die überdurchschnittlichen Leistungen der jungen Schauspieler sowie die eindrucksvollen Aufnahmen des Meeres.“

„Dieser Film ist wirklich eine willkommene Abwechslung zu den todlangweiligen Machwerken, die zur Zeit aus Hollywood kommen, ich habe nichts dagegen, heutzutage auf einen Trip mit mehr intellektueller Tiefe mitgenommen zu werden – wahrscheinlich liegt es daran, dass ich einfach älter werde. Das Beste an dem Film ist, dass er zeigt, dass auch alte Männer einmal jung waren, indem er die Zeit festhält, die wir schließlich alle einmal durchgemacht haben.“